# Langues scandinaves orientales
Les langues scandinaves orientales forment une des branches du groupe des langues scandinaves. Il s'agit au départ d'une des deux branches du vieux norrois. De cette branche se sont différenciés, aux Xe et XIe siècles, le vieux danois, le vieux suédois, et le vieux gutnisk, qui sont à l'origine des trois langues modernes, le danois, le suédois et le gutnisk (même si le gutnisk est très peu utilisé de nos jours). On peut également citer l'elfdalien qui peut être considéré comme une langue à part des dialectes dalécarliens. 
Du fait de la forte évolution divergente du danois (notamment de la prononciation qui s'est écartée de l'orthographe), le suédois (et le gutnisk) est cependant sous bien des aspects plus proche du norvégien que du danois, même si le norvégien appartient, avec l'islandais et le féroïen, à l'autre branche des langues scandinaves, le scandinave occidental. L'islandais et le féroïen étant restés très proches du vieux norrois, le norvégien et le suédois sont de nos jours les langues scandinaves qui sont le plus intercompréhensibles à l'oral.